# ساوثبورت (كارولاينا الشمالية)
ساوثبورت (بالإنجليزية: Southport, North Carolina)‏ هي مدينة تقع في الولايات المتحدة في مقاطعة برونزويك، كارولاينا الشمالية. يقدر عدد سكانها بـ 2,833 نسمة ومساحتها 9.8 كم2 وترتفع عن سطح البحر 6 متر.

## المناخ
يظهر الجدول التالي التغييرات المناخية على مدار السنة لساوثبورت:
| البيانات المناخية لـساوثبورت                           | البيانات المناخية لـساوثبورت | البيانات المناخية لـساوثبورت | البيانات المناخية لـساوثبورت | البيانات المناخية لـساوثبورت | البيانات المناخية لـساوثبورت | البيانات المناخية لـساوثبورت | البيانات المناخية لـساوثبورت | البيانات المناخية لـساوثبورت | البيانات المناخية لـساوثبورت | البيانات المناخية لـساوثبورت | البيانات المناخية لـساوثبورت | البيانات المناخية لـساوثبورت | البيانات المناخية لـساوثبورت |
| الشهر                                                  | يناير                        | فبراير                       | مارس                         | أبريل                        | مايو                         | يونيو                        | يوليو                        | أغسطس                        | سبتمبر                       | أكتوبر                       | نوفمبر                       | ديسمبر                       | المعدل السنوي                |
| ------------------------------------------------------ | ---------------------------- | ---------------------------- | ---------------------------- | ---------------------------- | ---------------------------- | ---------------------------- | ---------------------------- | ---------------------------- | ---------------------------- | ---------------------------- | ---------------------------- | ---------------------------- | ---------------------------- |
| متوسط درجة الحرارة الكبرى °ف                           | 58.8                         | 61.6                         | 68.1                         | 75.1                         | 81.8                         | 88.2                         | 91.1                         | 90.1                         | 85.6                         | 78.4                         | 70.6                         | 61.7                         | 75.9                         |
| متوسط درجة الحرارة الصغرى °ف                           | 34.4                         | 36.8                         | 43                           | 50.4                         | 59.7                         | 69.3                         | 73.2                         | 71.6                         | 65.2                         | 53.8                         | 44.9                         | 36.7                         | 53.3                         |
| الهطول إنش                                             | 4.17                         | 3.71                         | 4.20                         | 2.97                         | 3.64                         | 4.44                         | 5.84                         | 6.82                         | 8.67                         | 4.01                         | 3.66                         | 3.82                         | 56                           |
| متوسط درجة الحرارة الكبرى °م                           | 14.9                         | 16.4                         | 20.1                         | 23.9                         | 27.7                         | 31.2                         | 32.8                         | 32.3                         | 29.8                         | 25.8                         | 21.4                         | 16.5                         | 24.4                         |
| متوسط درجة الحرارة الصغرى °م                           | 1.3                          | 2.7                          | 6                            | 10.2                         | 15.4                         | 20.7                         | 22.9                         | 22.0                         | 18.4                         | 12.1                         | 7.2                          | 2.6                          | 11.8                         |
| الهطول مم                                              | 106                          | 94                           | 107                          | 75                           | 92                           | 113                          | 148                          | 173                          | 220                          | 102                          | 93                           | 97                           | 1٬400                        |
| المصدر: NOAA (North Carolina Observed Climate Normals) |                              |                              |                              |                              |                              |                              |                              |                              |                              |                              |                              |                              |                              |

## أعلام
- واندا جي. براينت
- بيبيه لي
- كوينتون ماكراكين
- بنجامين سميث